# Karen Friesicke
Karen Christine Friesicke (* 11. April 1962 in Hamburg; † 25. Dezember 2015 ebenda) war eine deutsche Schauspielerin und Komikerin.

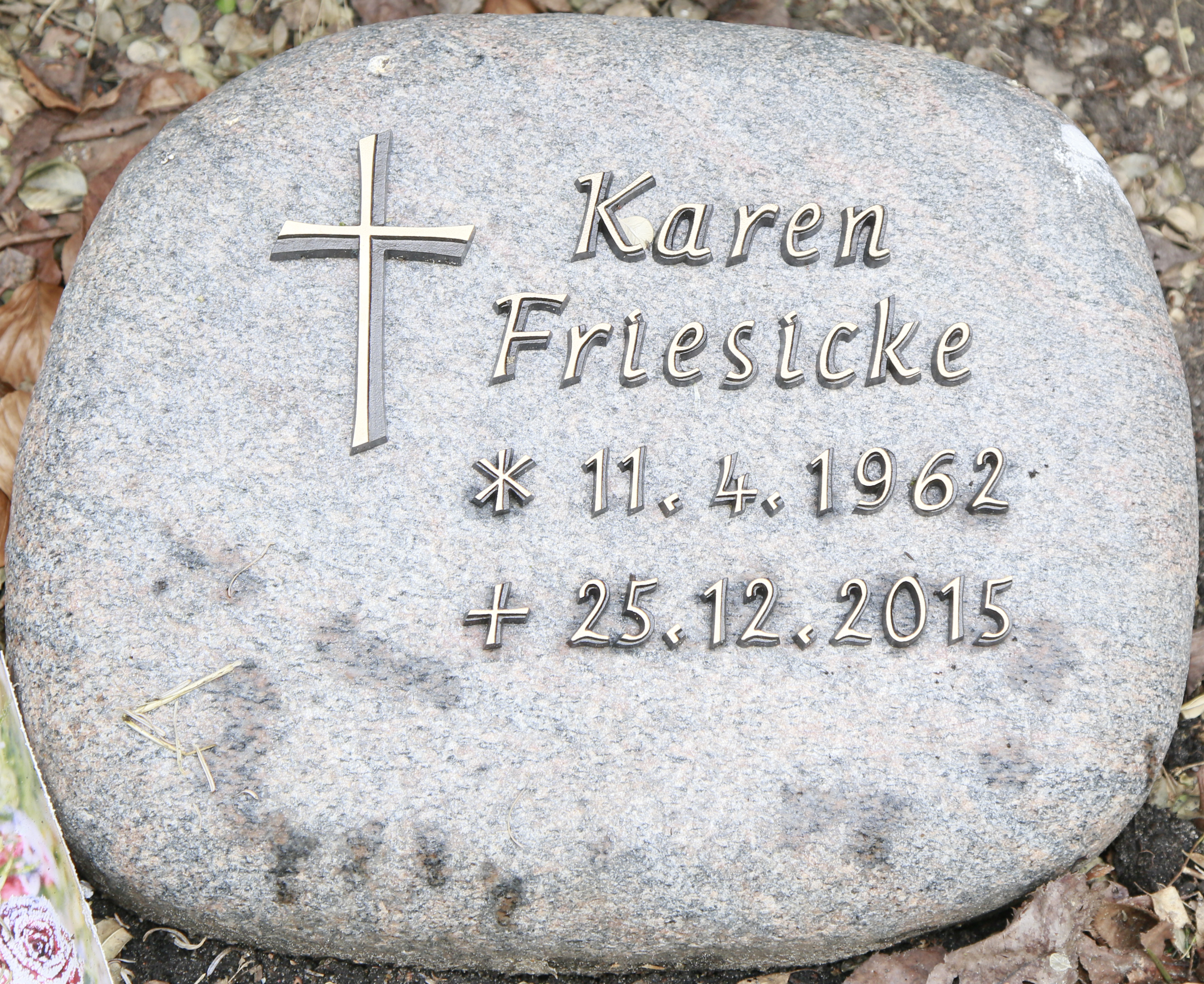
Der Grabstein von Karen Friesicke

## Leben
Karen Friesicke wuchs mit vier Geschwistern in Ahrensburg auf. Sie wurde vor allem durch Sketch-Sendungen bekannt. Von 1987 bis 1990 war sie zunächst neben Eddi Arent und Harald Juhnke in der Fernsehserie Harald und Eddi zu sehen. 1996 trat Friesicke neben Ingolf Lück, Anke Engelke und Marco Rima in der Sat.1 Wochenshow auf.
Friesicke war an der Freien Schauspielschule Hamburg tätig. Sie spielte an den Hamburger Kammerspielen als Elise in Elling und am Ernst Deutsch Theater als Marta Boll in Dürrenmatts Die Physiker. Ihre letzte Rolle im Fernsehen war die der Constanze Agatha Regine von Münzberg in der ARD-Serie Rote Rosen.
Karen Friesicke hatte zwei Söhne mit ihrem Lebenspartner, dem Schauspieler Marek Włodarczyk. Sie starb am 25. Dezember 2015 53-jährig durch Suizid. Ihr Grab befindet sich auf dem evangelischen Friedhof in Ahrensburg.

## Filmografie (Auswahl)
- 1987: Harald und Eddi (Fernsehserie)
- 1995: Ach du Fröhliche (Fernsehfilm)
- 1995: Theaterdonner (Fernsehfilm)
- 1995–1996: Für alle Fälle Stefanie (Fernsehserie, drei Folgen)
- 1996: Abbuzze! Der Badesalz-Film
- 1996: Die Wochenshow (Fernsehshow)
- 1996: Alles wegen Robert De Niro (Fernsehfilm)
- 1996: Tatort: Tod auf Neuwerk (Fernsehreihe)
- 1996–2014: Großstadtrevier (Fernsehserie, vier Folgen)
- 1998: Der kleine Dachschaden
- 1998: Heimatgeschichten (Fernsehserie, Folge: Zwei süße Früchtchen)
- 1998: Adelheid und ihre Mörder (Fernsehserie, Folge 2x04)
- 1999: Wut im Bauch (Fernsehfilm)
- 1999: Die Rettungsflieger (Fernsehserie, Folge 2x04)
- 1999: Der Hochstapler (Fernsehfilm)
- 1999: Aimée & Jaguar
- 2000: Küstenwache (Fernsehserie, Folge 3x01)
- 2000: Im Namen des Gesetzes (Fernsehserie, Folge 6x09)
- 2000: Auslandstournee
- 2000–2001: Das Amt (Fernsehserie, elf Folgen)
- 2000: Aus gutem Haus (Fernsehserie, sieben Folgen)
- 2001: Dr. Stefan Frank – Der Arzt, dem die Frauen vertrauen (Fernsehserie, eine Folge)
- 2002: Stahlnetz: PSI
- 2002: Hausmeister Krause – Ordnung muss sein (Fernsehserie, Staffel 3, Folge 3 / Ein Baby für die Krauses)
- 2002: Aus lauter Liebe zu Dir (Fernsehfilm)
- 2002: Dienstreise – Was für eine Nacht
- 2002–2003: Herzschlag – Das Ärzteteam Nord (Fernsehserie, 28 Folgen)
- 2002–2008: Unser Charly (Fernsehserie, drei Folgen)
- 2003: Richard Sorge – Spion aus Leidenschaft
- 2004: Dr. Sommerfeld – Neues vom Bülowbogen (Fernsehserie, Folge: Schwesterherz)
- 2004: SK Kölsch (Fernsehserie, Folge 6x04 Familienbande)
- 2004: Unter Brüdern (Fernsehserie, Folge: Wann ist ein Mann ein Mann?)
- 2005: Ludmilla möchte tanzen gehen (Kurzfilm)
- 2005, 2009: SOKO Wismar (Fernsehserie, Folgen 1x16, 5x18)
- 2006: Die Kinder der Flucht (Fernsehserie, Folge: Breslau brennt!)
- 2006: In aller Freundschaft (Fernsehserie, Folge 9x18 Eine zweite Chance)
- 2009: Luises Versprechen (Fernsehfilm)
- 2009: Da kommt Kalle (Fernsehserie, Folge 4x03 Chaos in der Gartenkolonie)
- 2009: Die Pfefferkörner (Fernsehserie, Folge 7x03 Ein neues Team)
- 2011: Katie Fforde: Zum Teufel mit David (Fernsehfilm)
- 2014: Der Kotzbrocken (Fernsehfilm)
- 2015: Rote Rosen (Fernsehserie, elf Folgen)